# Jan Kanty Steczkowski
Jan Kanty Steczkowski (16. října 1862 Dąbrowa Tarnowska – 3. září 1929 Krakov) byl polský ekonom, právník, politik a bankéř. Zastával funkci premiéra Polského království (1918), ministra financí Polského království (1917–1918) a stejný resort vedl i za druhé polské republiky (1920–1921).

## Život
Jeho rodné město Dąbrowa Tarnowska bylo součástí Rakousko-Uherska. Vystudoval gymnázium v Řešově, maturoval roku 1880. Poté nastoupil na právnickou fakultu Jagellonské univerzity, od roku 1882 pokračoval ve studiu na právnické fakultě Vídeňské univerzity, kde absolvoval roku 1884. V roce 1886 získal doktorát na Jagellonské univerzitě. Poté působil jako advokát v Řešově, po roce 1892 ve Lvově (který byl také součástí Rakousko-Uherska). V okolí získal i zemědělské statky a angažoval se v místním zemědělském hnutí.
Zastával řadu dalších funkcí v haličských obchodních a stavovských organizacích. V letech 1913–1920 byl ředitelem Zemské banky ve Lvově. Od roku 1914 byl druhým viceprezidentem Obilné a komoditní burzy ve Lvově. Od roku 1915 prezidentem Národní ústřední záložny pro zemědělské společnosti ve Lvově. Po vypuknutí první světové války se stal členem Generálního výboru pro pomoc obětem války v Polsku. Dne 19. května 1917 byl jmenován dědičným členem rakouské horní komory parlamentu.
Když Němci zřídili svůj loutkový stát zvaný Polské království, začal se angažovat v jeho orgánech. Stal se ministrem financí ve vládě Jana Kucharzewského. 4. dubna 1918 byl regentskou radou jmenován premiérem. Jeho vláda se snažila mj. vytvořit vlastní školství a místní samosprávu, slíbila také zavedení sociálních zákonů, rozdělení státního majetku a úvěry na obnovu po válce.
Dne 29. dubna 1918 zaslal Steczkowski Ústředním mocnostem tajnou nótu o potřebě vybudovat stát v hranicích Polského království. V nótě souhlasil s odstoupením řady území Ukrajinské lidové republice. Tajná nóta byla zveřejněna 25. srpna 1918 v deníku Berliner Tageblatt. V polské společnosti vyvolala vlnu kritiky a rozhořčení, v jejímž důsledku byl 5. září 1918 nucen rezignovat na funkci předsedy vlády. V čele ministerstva financí pokračoval až 23. října 1918. Během polsko-sovětské války se účastnil mírových jednání v Rize a přispěl k podpisu Rižské smlouvy, která válku ukončila.
Po válce se zapojil do politiky nového, nyní již opravdu nezávislého polského státu. V první vládě Wincentyho Witose (od 26. listopadu 1920 do 18. září 1921) převzal 26. listopadu 1920 post ministra financí. Úřad zastával do 13. září 1921. Byl též ředitelem Polské národní úvěrové banky – dlouho jediné emisní instituce ve znovuzrozeném Polsku, v letech 1922–1927 byl prezidentem Polské národní banky a Bank Gospodarstwa Krajowego a v letech 1926–1927 také prezidentem Britské a polské obchodní banky v Gdaňsku. Za druhé republiky byl členem Strany národní pravice a zastával konzervativní politické názory.
Zemřel v Krakově, ale jeho popel byl převezen do rodinné hrobky v Nagoszynu.